# Publius Sextilius Felix
Publius Sextilius Felix war ein im 1. Jahrhundert n. Chr. lebender Angehöriger des römischen Ritterstandes (Eques). Tacitus erwähnt Sextilius Felix an zwei Stellen in den Historiae.
Sextilius Felix wurde nach dem Sieg des Vitellius über Otho im Jahre 69 zum Statthalter (Prokurator) der Provinz Noricum ernannt, ging aber im Verlauf des Vierkaiserjahres auf die Seite Vespasians über. Laut Tacitus sicherte er zunächst Noricum entlang des Inns mit acht Kohorten und der Ala Auriana für Vespasian. Später beteiligte er sich mit Auxiliareinheiten aus seiner Provinz an der Niederschlagung des Bataveraufstands. Durch Militärdiplome, die auf den 8. September 79 datiert sind, ist belegt, dass Sextilius Felix noch im Jahr 79 Statthalter in Noricum war.
Durch eine Inschrift, die in der Provinz Africa gefunden wurde, ist ein Publius Sextilius Publi filius Arnensis Felix bekannt, der vermutlich ein naher Verwandter war. Sextilius Felix stammte daher möglicherweise aus Africa.